# Der Winterprinz – Miras magisches Abenteuer
Der Winterprinz – Miras magisches Abenteuer (Originaltitel: Julekongen – Full rustning) ist ein norwegischer Familien-, Abenteuer- und Fantasyfilm aus dem Jahr 2015. Regie führte Thale Persen. Das Drehbuch schrieben Lars Gudmestad und Harald Rosenløw-Eeg. Vetle Qvenild Werring, Emma Rebecca Storvik, Stella Stenman, Bjarte Tjøstheim, Tone Mostraum, Kyrre Hellum und Herborg Kråkevik waren in den Hauptrollen zu sehen.
Der Film ist eine Fortsetzung der Fernsehserie Julekongen, die 2012 auf NRK ausgestrahlt wurde.
Er wurde von 271.000 Zuschauern in den norwegischen Kinos gesehen.

## Handlung
Es sind drei Jahre vergangen seitdem Eiril gezwungen war, das Portal zwischen Kevins Welt und Ridderdalen zu schließen, um das Königreich Ridderdalen vom Bösen freizuhalten. Auch ihren besten Freund Kevin, der ihr half Weihnachten zurück nach Ridderdalen zu bringen, konnte sie während dieser Zeit nicht sehen.
Nun ist erneut Weihnachten. Ein verzweifelter Kevin versucht noch immer, ein neues Portal nach Ridderdalen zu finden,
um seine beste Freundin wiederzusehen. Seine kleine Schwester Mira hat ihren Traum Prinzessin zu werden beinahe aufgeben. Außerdem haben Kevin und Miras Eltern finanzielle Sorgen und streiten sich ständig. Das Weihnachtsfest in der Familie droht auszufallen.
Derweil ist Eiril Königin des Königreichs geworden. In dem Königreich wird Kevin immer noch vom Volk gefeiert und ist als Weihnachtsprinz bekannt. Doch dann findet der böse Zauberer Snerk eine sehr mächtige magische Rüstung. Er braucht nur noch einen magischen Schneehandschuh, um sie zu vervollständigen. Dem Königreich droht Gefahr. Eiril muss fliehen. Sie öffnet versehentlich das Portal zu Kevins Welt und landet im Krankenhaus von Kevins Heimatstadt Sølvskogen. Dort liegt sie im Koma. Snerk übernimmt den Thron und das Böse regiert erneut. Kevin und Mira begeben sich schließlich auf eine gefährliche Reise nach Ridderdalen, um das Königreich vor Snerk zu beschützen. Sie retten das Königreich, indem sie Snerk die Rüstung abnehmen. Damit retten sie sowohl das Weihnachtsfest als auch Eirils Thron und auch die Familie der Geschwister rauft sich wieder zusammen.

## Darsteller
- Vetle Qvenild Werring als Kevin
- Emma Rebecca Storvik als Königin Eiril
- Stella Stenman als Mira
- Bjarte Tjøstheim als Anton und Roy
- Tone Mostraum als Sara
- Kyrre Hellum als Snerk
- Herborg Kråkevik als Iris
- Kalle Hennie als Lat
- André Eriksen als Lut
- Nils Jørgen Kaalstad als Hofbesitzer
- Elyas Mohammed Salim als Fnugg
- Maria Brandshaug als Mugg
- Simon Lay als Nick
- Oliver Eidem Nyeng als Aks
- Emelie Alsaker als Isabel
- Silje Marie Korsnes als Miranda
- John Eckhoff als Bote

## Rezeption
Goldenekamera.de meint der Film setze mehr auf „menschliche Werte“ als auf „teure Effekte“.